# 中殖孔绦虫科
中殖孔绦虫科（学名：Mesocestoididae）为圆叶目的一个科。

## 下级分类
本科包括以下属：
- 中殖孔绦虫属 Mesocestoides Vaillant, 1863
- Mesogyna Voge, 1952